# Vương Trung Lâm
Vương Trung Lâm (tiếng Trung giản thể: 王忠林, bính âm Hán ngữ: Wáng Zhōng Lín, sinh tháng 8 năm 1962, người Hán) là chính trị gia nước Cộng hòa Nhân dân Trung Hoa. Ông là Ủy viên Ủy ban Trung ương Đảng Cộng sản Trung Quốc khóa XX, hiện là Phó Bí thư Tỉnh ủy, Bí thư Đảng tổ, Tỉnh trưởng Chính phủ Nhân dân tỉnh Hồ Bắc. Ông nguyên là Bí thư Thành ủy thành phố Vũ Hán; Thường vụ Tỉnh ủy, Bí thư Thành ủy thành phố Tế Nam, Thị trưởng Chính phủ Nhân dân thành phố Tế Nam.
Vương Trung Lâm là Đảng viên Đảng Cộng sản Trung Quốc, học vị Cử nhân, Thạc sĩ Luật, Thạc sĩ Quản lý, Tiến sĩ Quản trị học. Ông có sự nghiệp trong cả tư pháp và hành pháp; trực tiếp lãnh đạo thành phố trung tâm Vũ Hán và tham gia chỉ huy Hồ Bắc, Trung Quốc trong Đại dịch COVID-19.

## Xuất thân và giáo dục
Vương Trung Lâm sinh tháng 8 năm 1962 tại huyện Phí, địa cấp thị Lâm Nghi, tỉnh Sơn Đông, Cộng hòa Nhân dân Trung Hoa. Ông lớn lên và theo học phổ thông ở quê nhà. Tháng 9 năm 1980, ông tới thành phố Thượng Hải, nhập học Học viện Chính Pháp Hoa Đông (华东政法学院) ở quận Trường Ninh, tại Khoa Pháp luật chuyên ngành Nghiệp vụ hình sự. Trong quá trình học, ông được kết nạp Đảng Cộng sản Trung Quốc vào tháng 6 năm 1984 và tốt nghiệp Cử nhân Luật vào tháng 7 cùng năm. Từ tháng 8 năm 1999 đến tháng 7 năm 2001, ông tới thủ đô Bắc Kinh, theo học tại chức sau đại học chuyên ngành Pháp luật Hình sự của Trường Luật, Đại học Nhân dân Trung Quốc, nhận bằng Thạc sĩ Luật.
Tháng 7 năm 2004, Vương Trung Lâm được xếp vào nhóm cán bộ trẻ và trung niên tỉnh Sơn Đông, tham gia lớp tập huấn tại Đại học Maryland, Hoa Kỳ. Từ tháng 10 năm 2006 đến tháng 6 năm 2008, ông theo học tại Trường Cambridge, Boston, Massachusetts, Hoa Kỳ, nhận bằng Thạc sĩ Quản lý. Đến tháng 9 năm 2008, ông bắt đầu nghiên cứu sau đại học tại Đại học Hải dương Trung Quốc (中国海洋大学) tại Thanh Đảo, chuyên ngành Kinh tế nông nghiệp và nhận bằng Tiến sĩ Quản trị học vào tháng 6 năm 2011.

## Sự nghiệp

### Công an
Tháng 7 năm 1984, sau khi tốt nghiệp đại học chuyên ngành Pháp luật Hình sự, Vương Trung Lâm bắt đầu sự nghiệp của mình. Ông trở về quê hương Sơn Đông, được tuyển vào Cục Công an, địa cấp thị Tảo Trang, chuyên viên Ban Chính trị và Phòng Nghiên cứu pháp luật Cục Công an. Bảy năm sau, tháng 12 năm 1989, ông được bổ nhiệm làm Trinh sát viên cấp phó khoa của Ban Chính trị, Phó Chủ nhiệm ban rồi Trinh sát viên cấp chính khoa của Cục Công an Tảo Trang trong những năm 1989 – 1994. Tháng 7 năm 1994, ông được điều chuyển về quận Sơn Đình, nhậm chức Cục trưởng Phân cục Công an Sơn Đình, Tảo Trang. Tháng 11 năm 1995, ông chuyển sang công tác ở cơ quan cảnh sát giao thông, lần lượt là Đội trưởng, Chính ủy Đội Cảnh sát giao thông, Đảng ủy viên Cục Công an địa cấp thị Tảo Trang. Suốt giai đoạn đầu sự nghiệp từ 1984 đến 2000, ông có hơn 15 năm công tác lĩnh vực công an ở địa phương trước khi chuyển sang lĩnh vực mới.

### Sơn Đông
Tháng 12 năm 2000, Vương Trung Lâm được giao nhiệm vụ sang công tác tư pháp, ông được bổ nhiệm làm Đảng ủy viên, Phó Kiểm sát trưởng Viện Kiểm sát địa cấp thị Tảo Trang, vị trí trước khi chính thức chuyển giao. Đến tháng 4 năm 2001, ông nhậm chức Phó Bí thư Quận ủy, quyền Quận trưởng quận Dịch Thành, Tảo Trang; chính thức được Nhân Đại phê chuẩn làm Quận trưởng vào tháng 1 năm 2002, công vụ viên cấp chính huyện. Từ tháng 6 đến tháng 12 năm 2006, ông là Bí thư Quận ủy Tảo Trang, rồi được điều chuyển sang làm Bí thư Thành ủy thành phố cấp huyện Đằng Châu, Tảo Trang năm 2007. Tháng 3 cùng năm, ông được điều vào Thường vụ Địa ủy Tảo Trang, cấp phó địa, kiêm nhiệm công tác trong những năm theo học nhiều nơi ở cả trong nước Trung Quốc lẫn Hoa Kỳ.
Năm 2011, sau khi bảo vệ thành công Luận án Tiến sĩ, hoàn tất việc giáo dục trong thời gian dài, ông bắt đầu tập trung vào sự nghiệp chính trị. Tháng 12 cùng năm, ông được điều chuyển vào Thường vụ Địa ủy, Phó Bí thư Địa ủy địa cấp thị Liêu Thành, rồi là Thị trưởng Liêu Thành từ tháng 3 năm 2013. Tháng 7 năm 2015, ông nhậm chức Chủ nhiệm Ủy ban Cải cách và Phát triển tỉnh Sơn Đông. Sau đó thời gian tương đối ngắn, năm 2016, ông được điều sang làm Phó Bí thư Thành ủy, quyền Thị trưởng Chính phủ Nhân dân thành phố thủ phủ Tế Nam của Sơn Đông, được phê chuẩn nhậm chức Thị trưởng từ tháng 4 năm 2017, cấp phó tỉnh. Từ tháng 5 năm 2018 đến tháng 2 năm 2020, ông đảm nhiệm vị trí Thường vụ Tỉnh ủy Sơn Đông, Bí thư Thành ủy Tế Nam, lãnh đạo thủ phủ Sơn Đông.

### Hồ Bắc
Tháng 2 năm 2020, Trung ương Đảng Cộng sản Trung Quốc quyết định điều chuyển Vương Trung Lâm tới tỉnh Hồ Bắc, đảm nhiệm vị trí Thường vụ Tỉnh ủy Hồ Bắc, Bí thư Thành ủy thành phố Vũ Hán; giữ cương vị lãnh đạo cao nhất của thủ phủ và trái tim miền Trung Trung Quốc trong cơn Đại dịch COVID-19 xuất phát từ Vũ Hán. Ông được Trung ương bổ nhiệm cùng thời điểm với lãnh đạo toàn bộ tỉnh Hồ Bắc Ứng Dũng để đối phó chống dịch. Một năm sau, vào tháng 4 năm 2021, ông một lần nữa được điều chuyển, thăng cấp đảm nhận chức vụ Phó Bí thư Tỉnh ủy Hồ Bắc, Bí thư Đảng tổ Chính phủ Nhân dân tỉnh Hồ Bắc, chuẩn bị cho vị trí Tỉnh trưởng. Ngày 07 tháng 5 năm 2021, tại phiên họp thứ 23 của Ủy ban Thường vụ Nhân Đại khóa XIII của Hồ Bắc, Vương Trung Lâm được bầu làm quyền Tỉnh trưởng Chính phủ nhân dân tỉnh Hồ Bắc, cấp chính tỉnh, chính bộ. Cuối năm 2022, ông tham gia Đại hội Đảng Cộng sản Trung Quốc lần thứ XX từ đoàn đại biểu Hồ Bắc. Trong quá trình bầu cử tại đại hội, ông được bầu là Ủy viên Ủy ban Trung ương Đảng Cộng sản Trung Quốc khóa XX.

## Giải thưởng
- Tháng 5 năm 2007, ông được Tỉnh uỷ, Chính phủ và Quân khu tỉnh đánh giá là một trong mười cá nhân xuất sắc nhất Sơn Đông về xây dựng bảo vệ Tổ quốc.
- Tháng 6 năm 2008, ông được Đảng ủy Quân khu Tế Nam đánh giá là Bí thư quản lý đảng bộ và lực lượng vũ trang giỏi.[12]